# Rádio digital
Rádio digital é um sistema de radiodifusão de áudio, que se distingue pela emissão de um sinal digital. Atualmente existem quatro sistemas de radiodifusão digital conhecidos com repercussão a nível mundial: IBOC (In-band On-channel), DAB (Digital Audio Broadcasting), DRM (Digital Radio Mondiale) e ISDB-Tsb (Terrestrial sound broadcasting).

## Benefícios e oportunidades
As principais vantagens do rádio digital estão na melhoria da qualidade do som (rádio AM com qualidade de FM e rádio FM com qualidade de CD) e em mais opções para o ouvinte, como letreiros digitais com informações adicionais como notícias e previsão do tempo.
A digitalização do rádio e a parceria com novas mídias oferecem também uso mais eficiente do espectro, interatividade, menor consumo de energia elétrica, possibilidades de novos modelos de negócios e maior participação no mercado publicitário.

## Padrões de rádio digital
Em vários países, os padrões estão sendo estudados, testados e comparados, não havendo um padrão único, como ocorre no caso da rádio analógica. Os critérios para escolha do padrão digital incluem as características do mercado de cada pais (consumidores, emissoras e fabricantes), qualidade técnica das transmissões (robustez, interferências e qualidade do áudio), condições de propagação em solo local (extensão da área de cobertura), ocupação do espectro e compatibilidade dos sinais digitais e analógicos.

### DRM (Digital Radio Mondiale)
O DRM é um sistema criado pelo consórcio do mesmo nome, cuja missão era estabelecer um sistema digital para as bandas de radiodifusão com modulação de amplitude, onda larga (ondas quilométricas), média (hectométricas) e curta (decamétricas), por debaixo de 30 MHz.  A 16 de junho de 2003 iniciaram-se as primeiras emissões regulares.
O sistema foi aprovado no ano 2003 pela UIT (recomendação ITU-R BS 1514) e recomendado por esse organismo como único padrão mundial nas bandas entre 3 e 30 MHz (Onda Curta).
Também foi padronizado pela norma IEC-62272-1 e pela ETSI ES-201980.
Atualmente DRM é um padrão para rádio digital que cobre bandas de radiodifusão em amplitude modulada (onda larga, média e curta) e em frequência modulada também conhecido como DRM+.

### ISDB-Tsb
ISDB-Tsb (Terrestial sound broadcasting) é a norma para a rádio digital terrestre. A especificação técnica é a mesma que ISDB-T.  ISDB-Tsb suporta o codec MPEG2, transmitida pela BST-OFDM usando 1 ou 3 segmentos, sendo compatível com o serviço 1Seg de ISDB-T.  A sua implementação está planificada para julho de 2011, depois do apagão da televisão analógica e usaria as ditas frequências libertadas (90-108 MHz). A radiodifusão analógica em FM do Japão (que se situa entre 76 e 90 MHz) não seria substituída. O ISDB-Tsb seria um serviço radial complementar ao FM analógico. Efetuam-se transmissões de provas desde o outubro de 2003 em Tóquio e Osaca patrocinadas pela Digital Radio Promotion Association (DRP). Neste caso estão-se usando as frequências correspondentes ao canal 7 em VHF (188-192 MHz).

### DAB (Digital Audio Broadcasting)
Ano de criação: primeiros passos em setembro de 1995 no Reino Unido.
Principais países onde se utiliza: principais países europeus (Noruega, Espanha, Itália, Suécia, Suíça, Dinamarca, Alemanha, França, Reino Unido e Bélgica), Austrália e alguns países asiáticos, como a China.
Vantagens: dá uma altíssima qualidade de áudio, sem consumir demasiados recursos. Permite uma rede de frequência única e uma oferta muito mais ampla que na FM.
Inconvenientes: ao contrário do IBOC, não permite “incluir” sinal analógico dentro da mesma largura de banda, o que faz com que o sinal só sirva os recetores digitais.
Bandas de transmissão utilizadas: banda III (dos 174 a 240 MHz) e banda L (dos 1452 a 1492 MHz); esta última é pior porque ao ser a frequência maior perde-se cobertura, nos Estados Unidos é destinada ao uso militar e em Espanha se usará para 4G. Em alguns países pode também transmitir por banda UHF.

### IBOC (In-band On-channel)
Ano de criação: aprovação do padrão AM em abril de 2005.
Principais países onde se utiliza: Estados Unidos, México, El Salvador, Tailândia, Indonésia, Nova Zelândia, Brasil, Filipinas, Panamá, República Dominicana e Porto Rico; embora algumas empresas como a Microsoft comecem a impulsioná-lo em países que querem implantar o DAB, como França.
Vantagens: possibilidade de convivência de receptores analógicos e digitais mediante o mesmo sinal recebido.
Inconvenientes: a convivência de ambos os sinais pode produzir sobreposições e, por tanto, perdas qualitativas, menor cobertura que a FM e ao usar a rede de FM não permite uma rede de frequência única.
Bandas de transmissão utilizadas: frequências de 530 a 1710 kHz (AM) e de 87.5 a 108 MHz  (FM).

## Rádio digital terrestre no mundo

### Brasil
O Ministério das Comunicações está testando e avaliando sistemas de rádio digital e abriu chamada pública em 2009 para envio das avaliações dos sistemas atualmente existentes.
Algumas emissoras já operam o sistema digital de rádio em caráter experimental.
Testes com os sistemas americano e europeu irão definir a melhor proposta em conformidade com a realidade brasileira.

### Portugal
Os projetos para a emissão Digital através do sistema DAB iniciaram-se em Portugal, no final dos anos 80, e a partir de 1992 estabeleceram-se as bases para a implementação de um sistema de recepção com qualidade de som equivalente à do CD áudio. Em 1998, a RDP iniciava as transmissões em DAB por ocasião da abertura da Expo 98,com três emissores em Lisboa, Arrábida e Serra de Montejunto, constituindo uma pequena rede de frequência única e um outro emissor no Monte da Virgem, em Vila Nova de Gaia, junto à cidade do Porto.
Aquilo que a RDP planeava fazer, em termos de cobertura Digital, prolonga-se até 2006, com a cobertura dos Açores o que, a acontecer, faria com que Portugal fosse o primeiro país da Europa a ter uma cobertura integral de DAB.
Para além dos emissores digitais, a RDP teve de instalar uma rede de feixes hertzianos de transporte de sinal. É uma rede que teve sobretudo em linha de vista a distribuição do sinal DAB e que custou 4 milhões de Euros. O investimento total do projecto cifrou-se em cerca de 11 milhões e 500 mil Euros inteiramente financiado pelos próprios meios da RDP, sendo cerca de 8,5 milhões de euros para o continente, 1 milhão de euros para a Madeira e 2 milhões para os Açores.
Em 2011 cessaram as transmissões em DAB.

## Desligamento do rádio analógico
- 2017:  Noruega[7] Em finais de 2017 na Noruega já não existem rádios nacionais em banda FM. Rádios FM locais podem continuar a transmitir.
- 2023:  Dinamarca (FM possível)[8][9]
- 2024:  Suíça  [10]
- 2029:  Alemanha (FM possível)[11]